# Jesús Carballo
Jesús Carballo Martínez (né le 26 novembre 1976 à Madrid) est un gymnaste espagnol.
C'est le frère du gymnaste Manuel Carballo.

## Palmarès

### Jeux olympiques
- Atlanta 1996
  - 13e au concours général individuel
  - 7e à la barre fixe

### Championnats du monde
- San Juan 1996
  -  médaille d'or à la barre fixe

- Lausanne 1997
  -  médaille d'argent à la barre fixe

- Tianjin 1999
  -  médaille d'or à la barre fixe

### Championnats d'Europe
- Saint-Pétersbourg 1998
  -  médaille d'or à la barre fixe